# Giochi asiatici
I Giochi asiatici sono un evento sportivo quadriennale che prevede la competizione tra i migliori atleti del continente asiatico. La manifestazione è organizzata dal Consiglio Olimpico d'Asia (OCA), sotto la supervisione del Comitato Olimpico Internazionale (CIO). I giochi sono il secondo più grande evento multisportivo dopo i Giochi olimpici.

Dei giochi asiatici esiste anche una versione invernale, organizzata a partire dal 1986 sulla falsariga dei Giochi olimpici invernali. La prima edizione fu disputata a Sapporo, Giappone. Dal 2010 i Giochi asiatici sono seguiti dai Giochi para-asiatici per gli atleti con disabilità.

Bandiera Olimpica di Taipei Cinese

## Nazioni partecipanti

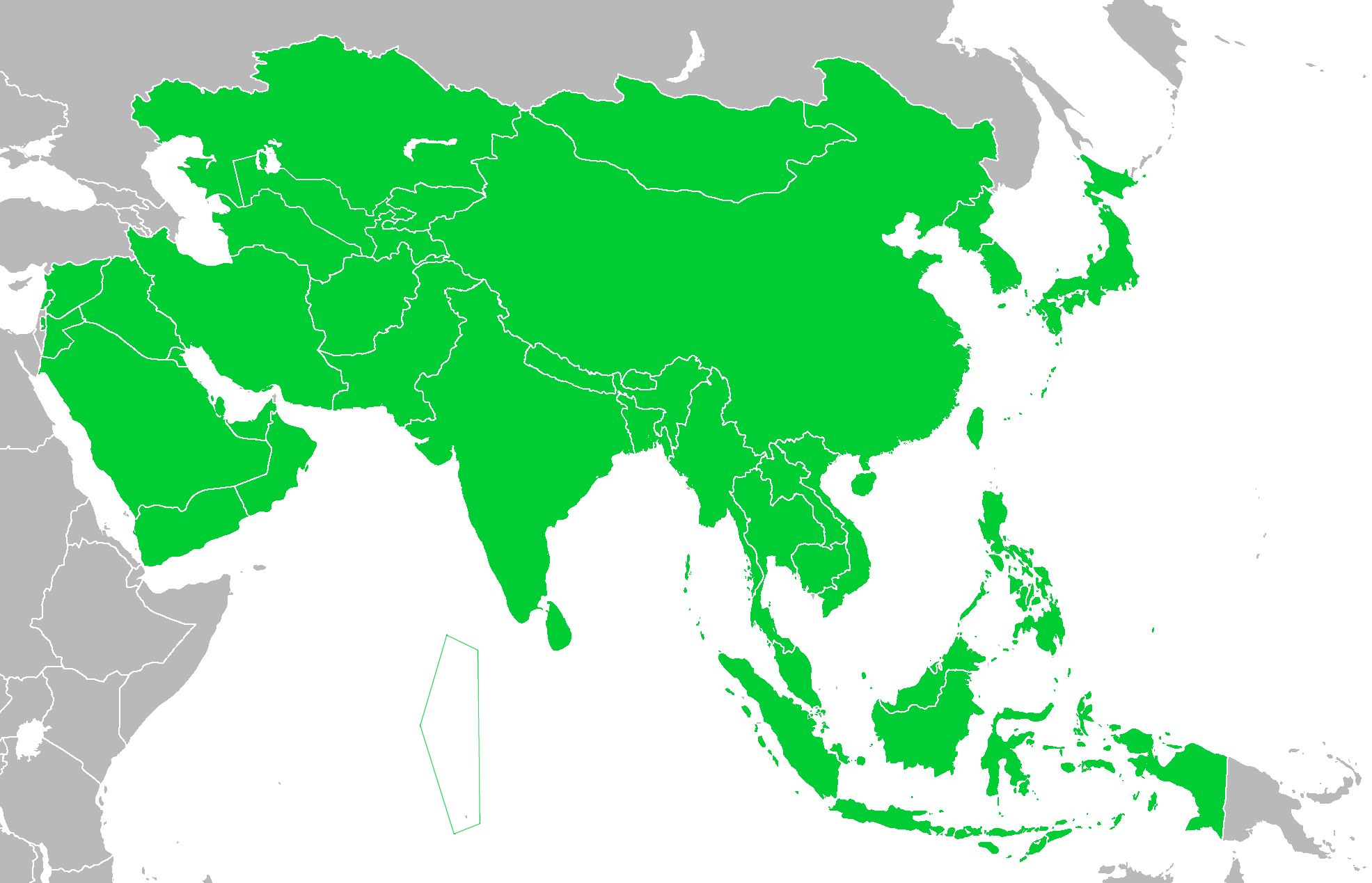
Membri del Consiglio Olimpico d'Asia (OCA) e partecipanti ai Giochi asiatici

Le nazioni che fanno parte del Consiglio Olimpico d'Asia e che conseguentemente prendono parte ai Giochi asiatici sono attualmente 45. Israele ha partecipato ai giochi dal 1954 a 1974 ma si è fermato a causa di problemi di sicurezza dopo il Massacro di Monaco di Baviera nel 1972 ai XX Giochi olimpici. Taiwan partecipa ai giochi sotto il nome di Taipei Cinese e con una bandiera olimpica speciale, questo a causa di ragioni legate allo status politico dell'isola.

## Storia
I Giochi asiatici hanno radici in una piccola manifestazione chiamata Giochi dell'estremo oriente (in inglese Far Eastern Championship Games) che coinvolgeva l'Impero del Giappone, le isole Filippine e la Repubblica Cinese, e che venne creata per mostrare unità e cooperazione fra le tre nazioni. La prima edizione ebbe luogo in Manila nel 1913. Alla manifestazione si unirono in seguito altre nazioni, ma venne sospesa nel 1938 quando il Giappone invase la Cina e conquistò le Filippine, portando all'espansione della Seconda guerra mondiale nel Pacifico. I primi Giochi asiatici veri e propri si sono svolti a Nuova Delhi, India nel 1951.
Nell'edizione del 1970 la Thailandia subentrò nell'organizzazione dei giochi alla Corea del Sud che ricevette infatti minacce alla sicurezza da parte della Corea del Nord.
I giochi del 1978 erano invece stati assegnati al Pakistan che però dovette cedere l'onore alla Thailandia (nuovamente) a causa dei conflitti contro l'India e il Bangladesh.

## Edizioni

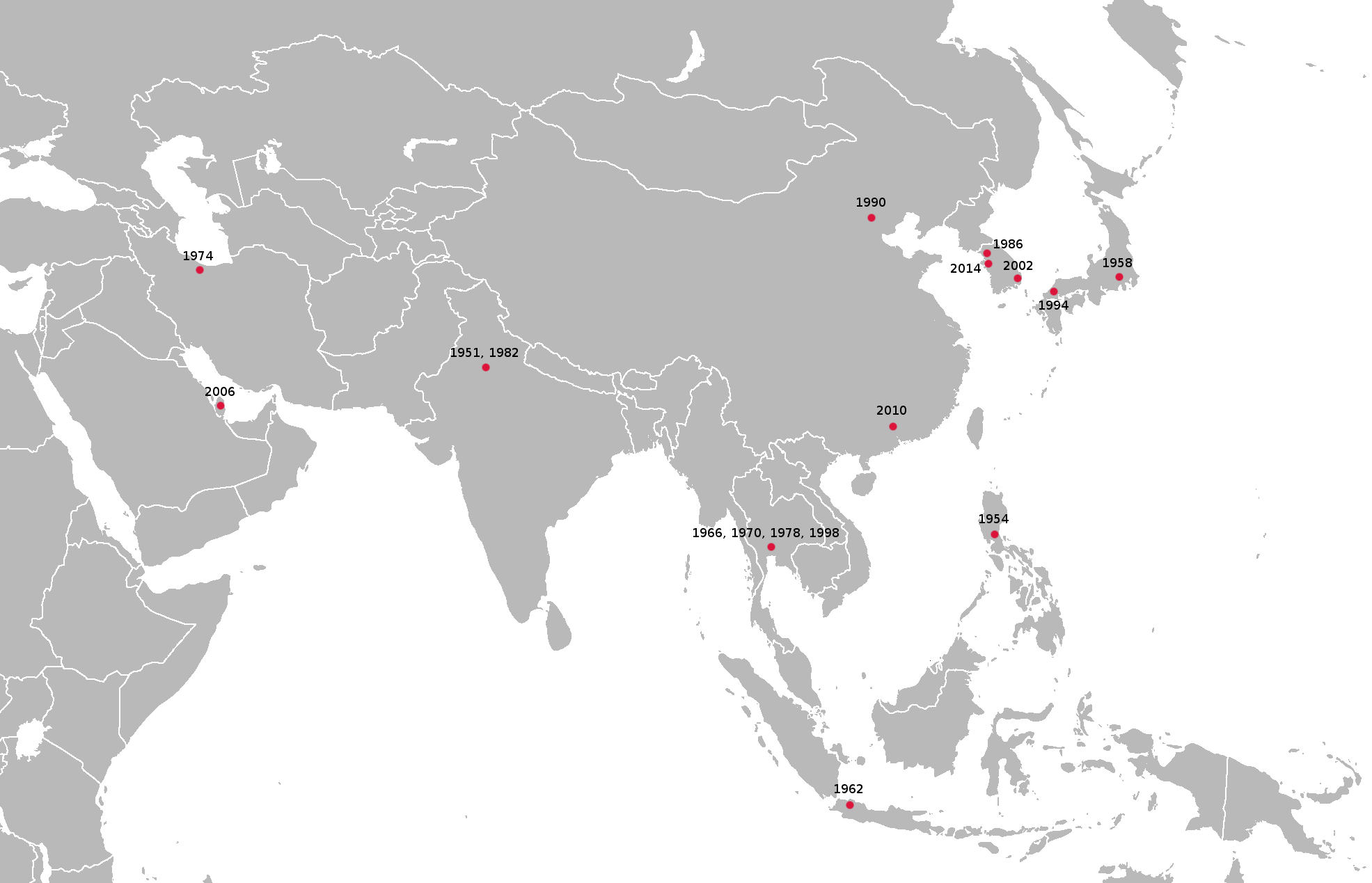
Paesi organizzatori dei Giochi asiatici fino al 2014. I puntini indicano le città che hanno ospitato le varie edizioni.

| Anno | Edizione                                   | Sede                      | Sede                      | Date                      | Paesi | Sport | Atleti |
| ---- | ------------------------------------------ | ------------------------- | ------------------------- | ------------------------- | ----- | ----- | ------ |
| 1951 | I Giochi asiatici                          | India (bandiera)          | India (bandiera)          | 4 marzo 11 marzo          | 11    | 6     | 489    |
| 1951 | I Giochi asiatici                          | Nuova Delhi               | India                     | 4 marzo 11 marzo          | 11    | 6     | 489    |
| 1954 | II Giochi asiatici                         |                           |                           | 1º maggio 9 maggio        | 19    | 8     | 970    |
| 1954 | II Giochi asiatici                         | Manila                    | Filippine                 | 1º maggio 9 maggio        | 19    | 8     | 970    |
| 1958 | III Giochi asiatici                        | Giappone (bandiera)       | Giappone (bandiera)       | 28 maggio 1º giugno       | 16    | 13    | 1820   |
| 1958 | III Giochi asiatici                        | Tokyo                     | Giappone                  | 28 maggio 1º giugno       | 16    | 13    | 1820   |
| 1962 | IV Giochi asiatici                         | Indonesia (bandiera)      | Indonesia (bandiera)      | 24 agosto 4 settembre     | 12    | 13    | 1460   |
| 1962 | IV Giochi asiatici                         | Giacarta                  | Indonesia                 | 24 agosto 4 settembre     | 12    | 13    | 1460   |
| 1966 | V Giochi asiatici                          | Thailandia (bandiera)     | Thailandia (bandiera)     | 9 dicembre 20 dicembre    | 16    | 14    | 1945   |
| 1966 | V Giochi asiatici                          | Bangkok                   | Thailandia                | 9 dicembre 20 dicembre    | 16    | 14    | 1945   |
| 1970 | VI Giochi asiatici                         | Thailandia (bandiera)     | Thailandia (bandiera)     | 24 agosto 4 settembre     | 16    | 13    | 2400   |
| 1970 | VI Giochi asiatici                         | Bangkok                   | Thailandia                | 24 agosto 4 settembre     | 16    | 13    | 2400   |
| 1970 | In origine assegnati a Seul, Corea del Sud |                           |                           |                           |       |       |        |
| 1974 | VII Giochi asiatici                        |                           |                           | 1º settembre 16 settembre | 19    | 16    | 3010   |
| 1974 | VII Giochi asiatici                        | Teheran                   | Iran                      | 1º settembre 16 settembre | 19    | 16    | 3010   |
| 1978 | VIII Giochi asiatici                       | Thailandia (bandiera)     | Thailandia (bandiera)     | 9 dicembre 20 dicembre    | 19    | 19    | 3842   |
| 1978 | VIII Giochi asiatici                       | Bangkok                   | Thailandia                | 9 dicembre 20 dicembre    | 19    | 19    | 3842   |
| 1978 | In origine assegnati al Pakistan           |                           |                           |                           |       |       |        |
| 1982 | IX Giochi asiatici                         | India (bandiera)          | India (bandiera)          | 19 novembre 4 dicembre    | 23    | 21    | 3411   |
| 1982 | IX Giochi asiatici                         | Nuova Delhi               | India                     | 19 novembre 4 dicembre    | 23    | 21    | 3411   |
| 1986 | X Giochi asiatici                          | Corea del Sud (bandiera)  | Corea del Sud (bandiera)  | 20 settembre 5 ottobre    | 22    | 25    | 4839   |
| 1986 | X Giochi asiatici                          | Seul                      | Corea del Sud             | 20 settembre 5 ottobre    | 22    | 25    | 4839   |
| 1990 | XI Giochi asiatici                         | Cina (bandiera)           | Cina (bandiera)           | 22 settembre 7 ottobre    | 36    | 29    | 6122   |
| 1990 | XI Giochi asiatici                         | Pechino                   | Cina                      | 22 settembre 7 ottobre    | 36    | 29    | 6122   |
| 1994 | XII Giochi asiatici                        | Giappone (bandiera)       | Giappone (bandiera)       | 2 ottobre 16 ottobre      | 42    | 34    | 6828   |
| 1994 | XII Giochi asiatici                        | Hiroshima                 | Giappone                  | 2 ottobre 16 ottobre      | 42    | 34    | 6828   |
| 1998 | XIII Giochi asiatici                       | Thailandia (bandiera)     | Thailandia (bandiera)     | 6 dicembre 20 dicembre    | 41    | 36    | 6554   |
| 1998 | XIII Giochi asiatici                       | Bangkok                   | Thailandia                | 6 dicembre 20 dicembre    | 41    | 36    | 6554   |
| 2002 | XIV Giochi asiatici                        | Corea del Sud (bandiera)  | Corea del Sud (bandiera)  | 29 settembre 14 ottobre   | 44    | 38    | 7711   |
| 2002 | XIV Giochi asiatici                        | Pusan                     | Corea del Sud             | 29 settembre 14 ottobre   | 44    | 38    | 7711   |
| 2006 | XV Giochi asiatici                         | Qatar (bandiera)          | Qatar (bandiera)          | 1º dicembre 15 dicembre   | 45    | 39    | 9520   |
| 2006 | XV Giochi asiatici                         | Doha                      | Qatar                     | 1º dicembre 15 dicembre   | 45    | 39    | 9520   |
| 2010 | XVI Giochi asiatici                        | Cina (bandiera)           | Cina (bandiera)           | 12 novembre 27 novembre   | 45    | 42    | 9704   |
| 2010 | XVI Giochi asiatici                        | Canton                    | Cina                      | 12 novembre 27 novembre   | 45    | 42    | 9704   |
| 2014 | XVII Giochi asiatici                       | Corea del Sud (bandiera)  | Corea del Sud (bandiera)  | 19 settembre 4 ottobre    | 45    | 36    | 9501   |
| 2014 | XVII Giochi asiatici                       | Incheon                   | Corea del Sud             | 19 settembre 4 ottobre    | 45    | 36    | 9501   |
| 2018 | XVIII Giochi asiatici                      | Indonesia (bandiera)      | Indonesia (bandiera)      | 18 agosto 2 settembre     | 45    | 40    | 11720  |
| 2018 | XVIII Giochi asiatici                      | Giacarta e Palembang      | Indonesia                 | 18 agosto 2 settembre     | 45    | 40    | 11720  |
| 2022 | XIX Giochi asiatici                        | Cina (bandiera)           | Cina (bandiera)           | 23 settembre 8 ottobre    | 45    | 40    | 11935  |
| 2022 | XIX Giochi asiatici                        | Hangzhou                  | Cina                      | 23 settembre 8 ottobre    | 45    | 40    | 11935  |
| 2026 | XX Giochi asiatici                         | Giappone (bandiera)       | Giappone (bandiera)       | 18 settembre 3 ottobre    |       |       |        |
| 2026 | XX Giochi asiatici                         | Nagoya                    | Giappone                  | 18 settembre 3 ottobre    |       |       |        |
| 2030 | XXI Giochi asiatici                        | Qatar (bandiera)          | Qatar (bandiera)          | ?                         |       |       |        |
| 2030 | XXI Giochi asiatici                        | Doha                      | Qatar                     | ?                         |       |       |        |
| 2034 | XXII Giochi asiatici                       | Arabia Saudita (bandiera) | Arabia Saudita (bandiera) | ?                         |       |       |        |
| 2034 | XXII Giochi asiatici                       | Riad                      | Arabia Saudita            | ?                         |       |       |        |

## Discipline
| Sport                | Edizioni             |
| -------------------- | -------------------- |
| Arrampicata sportiva | 2018                 |
| Atletica leggera     | dal 1951             |
| Badminton            | dal 1962             |
| Baseball             | dal 1994             |
| Beach volley         | dal 1998             |
| Biliardo             | 1998–2010            |
| Bowling              | 1978, 1986, dal 1994 |
| Bridge               | 2018                 |
| Calcio               | dal 1951             |
| Canoa/kayak          | dal 1986             |
| Canottaggio          | dal 1982             |
| Ciclismo             | 1951, dal 1958       |
| Cricket              | 2010–2014            |
| Culturismo           | 2002–2006            |
| Danza sportiva       | 2010                 |
| Dragonboat           | 2010, 2018           |
| Equitazione          | 1982–1986, dal 1994  |
| Ginnastica           | dal 1974             |
| Giochi da tavolo     | 2006–2010            |
| Golf                 | dal 1982             |
| Hockey su prato      | dal 1958             |
| Judo                 | dal 1986             |
| Jujitsu              | 2018                 |
| Kabaddi              | dal 1990             |
| Karate               | dal 1994             |
| Kurash               | 2018                 |
| Lotta                | dal 1954             |
| Moto d'acqua         | 2018                 |
| Nuoto                | dal 1951             |

| Sport               | Edizioni             |
| ------------------- | -------------------- |
| Nuoto sincronizzato | dal 1994             |
| Pallacanestro       | dal 1951             |
| Pallamano           | dal 1982             |
| Pallanuoto          | dal 1951             |
| Pallavolo           | dal 1958             |
| Parapendio          | 2018                 |
| Pentathlon moderno  | 1994, 2002, dal 2010 |
| Pugilato            | dal 1954             |
| Rugby a 7           | dal 1998             |
| Rugby a 15          | 1998–2002            |
| Sambo               | 2018                 |
| Scherma             | 1974–1978, dal 1986  |
| Sepak takraw        | dal 1990             |
| Silat               | 2018                 |
| Softball            | dal 1990             |
| Soft tennis         | dal 1990             |
| Sollevamento pesi   | 1951–1958, dal 1966  |
| Sport su rotelle    | 2010, 2018           |
| Squash              | dal 1998             |
| Taekwondo           | 1986, dal 1994       |
| Tennis              | 1958–1966, dal 1974  |
| Tennistavolo        | 1958–1966, dal 1974  |
| Tiro                | dal 1954             |
| Tiro con l'arco     | dal 1978             |
| Triathlon           | dal 2006             |
| Tuffi               | dal 1951             |
| Vela                | 1970, dal 1978       |
| Wushu               | dal 1990             |

## Medagliere
| # | Nazione        | Oro  | Argento | Bronzo | Totale |
| - | -------------- | ---- | ------- | ------ | ------ |
| 1 | Cina           | 1473 | 994     | 720    | 3187   |
| 2 | Giappone       | 1032 | 1037    | 985    | 3054   |
| 3 | Corea del Sud  | 745  | 663     | 827    | 2235   |
| 4 | Iran           | 179  | 181     | 197    | 557    |
| 5 | Kazakistan     | 155  | 158     | 244    | 557    |
| 6 | Thailandia     | 132  | 175     | 278    | 585    |
| 7 | Indonesia      | 112  | 131     | 240    | 483    |
| 8 | Taipei cinese  | 99   | 144     | 276    | 519    |
| 9 | Corea del Nord | 91   | 120     | 235    | 446    |